# Trækul
Trækul er det sorte produkt, der dannes, når man fjerner vand og andre lette stoffer fra dyre- eller planteråstoffer. Det fremstilles almindeligvis ved at varme træ (materiale) op uden adgang for luftens ilt, dette kaldes en tørdestillation. Man kan også lave sukkertrækul, knogletrækul (som indeholder meget calciumfosfat) og andre stoffer på samme måde. Det lette, sorte og porøse materiale består af 85-98 % kulstof samt nogle få procent aske. Derudover ligner det bjergarten kul.

## Trækullets historie
Indtil begyndelsen af 1800-tallet blev trækul fremstillet i såkaldte gruber eller miler. Der er blevet fremstillet trækul i egne med rig skovvækst i meget lang tid, og man anser kunsten for at være opstået nogenlunde samtidig med stævningsdrift af skovene, dvs. for ca. 5000 år siden. Det er åbenlyst, at kelterne værdsatte trækul højt, for uden dette stof havde de ikke kunnet udvikle deres meget høje stade af metallurgisk viden og håndværksmæssig behandling af metaller. De forstod desuden nødvendigheden af at pleje de stævnede træer, som var kilden til trækulsproduktionen. 

## Kulsvierens arbejde
Kulsvieren anlægger først en tætpakket, kegleformet stak af oprette trækævler. I midten efterlades et lodret hul, der tjener som aftrækskanal. Hele stakken forsynes med en pakning af blade eller friske nåle, dækket efter med fugtig jord eller græstørv. Man antænder milen ved at kaste brændende ved ned i det lodrette hul, og når ilden har godt fat, lukkes åbningen i jordpakningen. Derefter vil varmen fra de brændende træstykker i midten drive vand og andre stoffer ud af de øvrige kævler, sådan at de omdannes til trækul i løbet af et par uger. Hele forløbet må overvåges nøje, sådan at der hele tiden er luft nok til holde de inderste kævler i brand, men heller ikke mere. Det betyder, at kulsvieren og hans hjælpere må holde sig vågne dag og nat i 8-14 døgn. Denne usædvanlige måde at arbejde på førte – ved siden af den uundgåelige sodsværtning af hud og tøj, og det hemmelighedsfulde ved produktionen – til, at kulsviere blev anset for farlige. Dette kan ses i talrige folkeeventyr[kilde mangler].

## Produkter
Ved forkulning af 100 kg ved i en lukket beholder kan man fremskaffe :
- 25 kg trækul
- 0,75 kg metanol
- 1 kg eddikesyre
- 4 kg trætjære
- 45,95 kg vand
- 23 kg gas (mest kulilte)

I gennemsnit giver 100 enheder træ altså et udbytte på 60 enheder trækul (efter rumfang) eller 25 enheder trækul (efter vægt). Som biprodukter dannes der desuden træsyre og forskellige bestanddele i trætjæren, der alle har haft stor betydning inden for organisk kemi, husholdning og husbygning.

## Moderne fremstilling af trækul
Nu til dags fremstiller man trækul ved at forkulle træ i småstykker eller ved at omdanne savsmuld. I begge tilfælde udføres omdannelsen i store kedler af støbejern og ofte i egne, hvor træ er en mangelvare.
Forkulningstemperaturen er meget afgørende for kvaliteten af trækullet. Træ bliver brunt ved 220 grader C. Det bliver sortbrunt ved 280 grader, og det omdannes til en smuldrende masse ved 310 grader. Trækul, som er fremstillet ved 300 grader C, er brunt, blødt og bøjeligt, og det antændes let ved 380 grader. Derimod vil højere fremstillingstemperaturer gøre produktet hårdt og skørt, og det kan først antændes ved ca. 700 grader C.

## Anvendelse af trækul
Fra begyndelsen blev trækul brugt som en næsten røgfri og meget intens varmekilde til madlavning og rumopvarmning. Trækul blev i mange hundreder år også brugt til udsmeltning af jern. Senere blev anvendelsen som reduktionsmiddel og varmekilde i metaludvinding meget mere afgørende. Til disse formål er trækul dog nu erstattet af koks. En ny anvendelse for trækul opstod, da man fik kendskab til fremstilling af krudt. Dette stof har spillet en afgørende rolle som militært virkemiddel, men dets vigtigste betydning var dog de nye muligheder for vejbygning og minedrift, der opstod med fremstilling af krudt.
Trækuls porøsitet forklarer, at det kan flyde på vand, selv om det har en højere vægtfylde. Porøsiteten forklarer også, at pulveriseret trækul kan selvantænde og dermed udgøre en fare for mennesker og ejendom. Porøsiteten giver trækullene deres evne til at opsuge luftarter og væsker. Det betyder, at trækul kan bruges til en hel række formål, hvor rensning er vigtig: opsugning af giftstoffer i fordøjelsessystemet (anvendelse af aktivt kul som hjælpemiddel ved forgiftninger); opsugning af giftige luftarter i åndedrætsfiltre (anvendelse i gasmasker); opsugning af farve fra stoffer, der skal være farveløse (anvendelse i tekniske rensningsprocesser).
Trækul bruges desuden som tegnemateriale af kunstnere overalt på kloden. I Japansk kunst kaldes kultegning sumi-e (ordret = trækul-tegning).